# Matthäus Braun
Matthäus Braun (* 3. Dezember 1737 in Beilstein; † 10. April 1819 in Brackenheim) war ein schwäbischer Dichter.
Braun war der Sohn eines Beilsteiner Metzgers und arbeitete von 1760 bis 1815 als Lehrer an einer Mädchenschule in Brackenheim. Sein literarisches Werk umfasst insbesondere volkstümliche Gedichte über Alltäglichkeiten. Zahlreiche Arbeiten werden als Abschriften im Schiller-Nationalmuseum verwahrt.